# Chemistry – An Asian Journal
Chemistry – An Asian Journal, abgekürzt Chem. Asian J. ist eine wissenschaftliche Fachzeitschrift, die vom Wiley-VCH-Verlag im Auftrag der Asian Chemical Editorial Society veröffentlicht wird. Die Zeitschrift wurde 2006 gegründet und erscheint derzeit mit zwölf Ausgaben im Jahr. Es werden Artikel aus allen Bereichen der Chemie veröffentlicht.
Der Impact Factor lag im Jahr 2020 bei 4,568. Nach der Statistik des Web of Science wird das Journal mit diesem Impact Factor in der Kategorie Multidisziplinäre Chemie an 60. Stelle von 178 Zeitschriften geführt.